# Église Sainte-Marguerite de Leicester
L'église Sainte-Marguerite de Leicester est une église anglicane située dans la rue St Margaret à Leicester en Angleterre.

## Histoire
Une partie du transept est datée des années 1200, et des parties des allées de la fin du XIIIe siècle. L'essentiel de l'église a été reconstruire dans un style perpendiculaire vers 1444 sous la direction de l'évêque de Lincoln William Alnwick. La tour ouest, qui mesure 33 m a été construite durant cette même période. Elle contient un ensemble de 14 cloches. L'église fut restaurée par George Gilbert Scott en 1860, et une seconde fois en 1881 par George Edmund Street.
L'église contient des vitraux de Thomas Willement datant des années 1840, et de William Wailes de 1864.

## Tombes

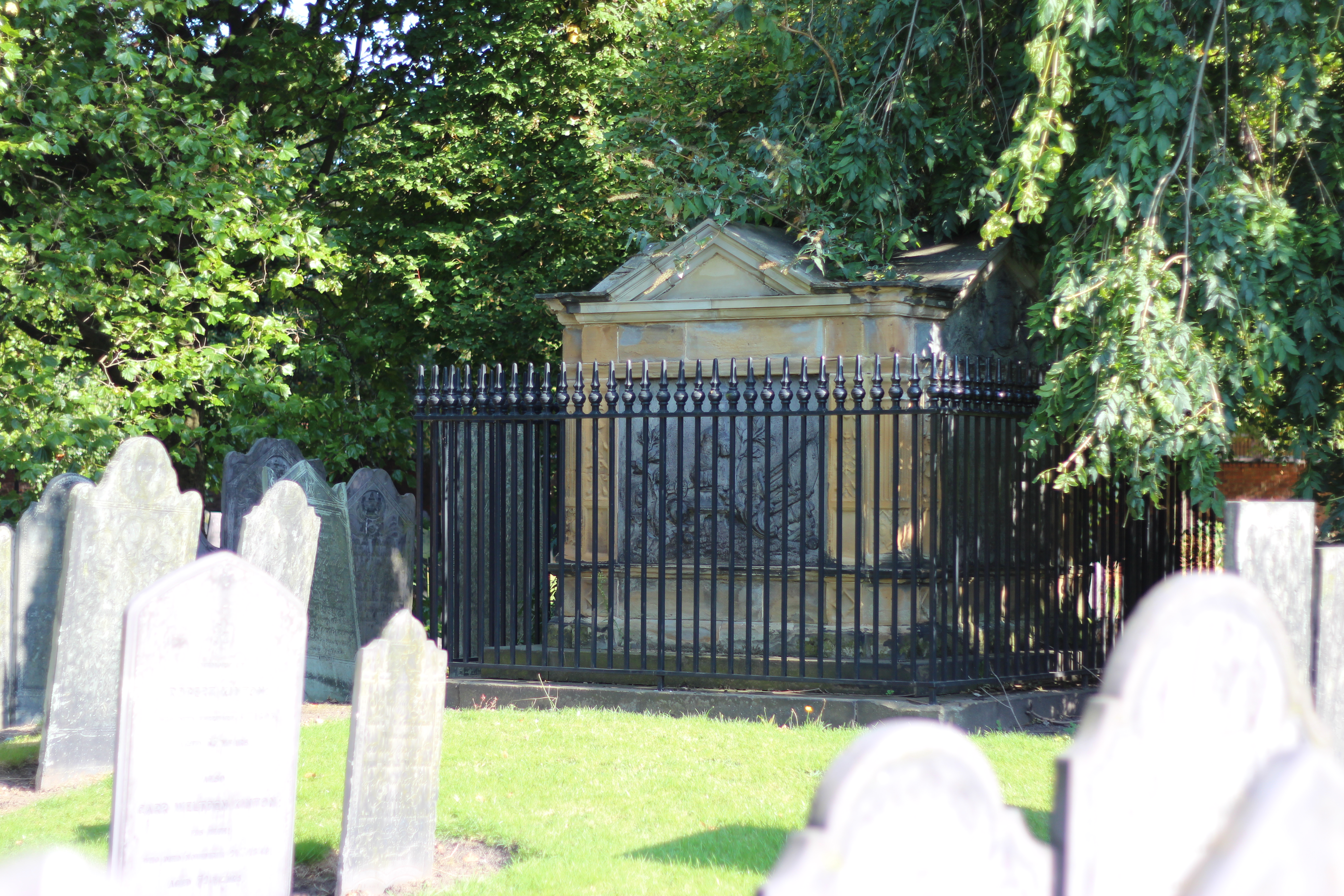
La tombe de Rollo.

L'effigie en albâtre de John Penny date de 1520, bien que la tombe originale ait été remplacée en 1846. Il fut le père supérieur de l'abbaye de Leicester de 1496 à 1509, puis évêque de Carlisle.
Le cimetière abrite notamment la tombe de Andrew Rollo.

## Orgue
L'orgue date de 1773 mais a été agrandi.